# (322) Phaéo

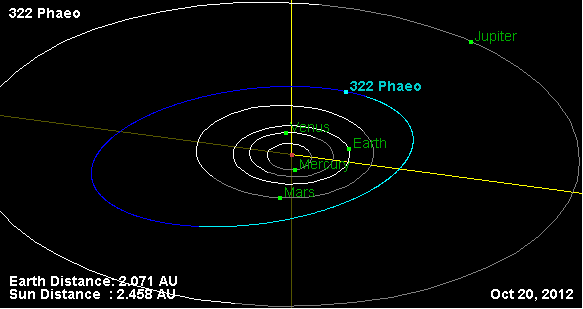

(322) Phaéo, internationalement (322) Phaeo, est un astéroïde de la ceinture principale découvert par A. Borrelly le 27 novembre 1891 à Marseille.
Il est nommé d'après Phaéo, une des nymphes des pluies de la mythologie grecque.